# Petit Auvignon
Le Petit Auvignon est une  rivière du sud-ouest de la France ; c'est un affluent de l'Auvignon, donc un sous-affluent de la Garonne.

## Géographie
De 23,6 km de longueur, le Petit Auvignon prend sa source à La Romieu dans le département du Gers et se jette dans l'Auvignon, en limite des communes de Montagnac-sur-Auvignon et Saumont, en Lot-et-Garonne. Son bassin versant s'étend sur 94 km2.

## Départements et communes traversés
- Gers : La Romieu, Gazaupouy, Pouy-Roquelaure, Ligardes
- Lot-et-Garonne : Lamontjoie, Nomdieu, Saint-Vincent-de-Lamontjoie, Laplume, Moncaut, Saumont, Montagnac-sur-Auvignon

## Principaux affluents
- Ruisseau de Grave : 4,1 km
- la Lambronne : 6,7 km
- le Saumenègre : 4,4 km